# Dorian Awards 2013
La 4ª edizione dei Dorian Awards si è tenuta nel 2013 a Los Angeles. Durante la cerimonia sono state premiate le migliori produzioni cinematografiche e televisive del 2012.
In seguito sono elencate le categorie. Il relativo vincitore è stato indicato in grassetto

## Cinema

### Film dell'anno
- Argo, regia di Ben Affleck
- Keep the Lights On, regia di Ira Sachs
- Lincoln, regia di Steven Spielberg
- Les Misérables, regia di Tom Hooper
- Moonrise Kingdom - Una fuga d'amore (Moonrise Kingdom), regia di Wes Anderson
- Re della terra selvaggia (Beasts of the Southern Wild), regia di Benh Zeitlin

### Film a tematica LGBTQ dell'anno
- Keep the Lights On, regia di Ira Sachs
- Any Day Now, regia di Travis Fine
- Cloud Atlas, regia di Lana e Lilly Wachowski e Tom Tykwer
- Gayby, regia di Jonathan Lisecki
- Noi siamo infinito (The Perks of Being a Wallflower), regia di Stephen Chbosky

### Film "campy" dell'anno
- Magic Mike, regia di Steven Soderbergh (ex aequo)
- The Paperboy, regia di Lee Daniels (ex aequo)
- 2016: Obama’s America, regia di Dinesh D'Souza e John Sullivan
- Cloud Atlas, regia di Lana e Lilly Wachowski e Tom Tykwer
- Rock of Ages, regia di Adam Shankman
- Voices (Pitch Perfect), regia di Jason Moore

### Film più sottovalutato dell'anno
- Bernie, regia di Richard Linklater
- Chronicle, regia di Josh Trank
- Holy Motors, regia di Leos Carax
- Looper, regia di Rian Johnson
- Quella casa nel bosco (The Cabin in the Woods), regia di Drew Goddard
- Your Sister’s Sister, regia di Lynn Shelton

### Film documentario dell'anno
- AIDS - Cronaca di una rivoluzione (How to Survive a Plague), regia di David France
- Ai Weiwei: Never Sorry, regia di Alison Klayman
- Bully, regia di Lee Hirsch
- Diana Vreeland: The Eye Has to Travel, regia di Lisa Immordino Vreeland, Bent-Jorgen Perlmutt e Frédéric Tcheng
- The Invisible War, regia di Kirby Dick
- The Queen of Versailles, regia di Lauren Greenfield

### Film dall'impatto visivo più forte dell'anno
- Vita di Pi (Life of Pi), regia di Ang Lee
- Anna Karenina, regia di Joe Wright
- Cloud Atlas, regia di Lana e Lilly Wachowski e Tom Tykwer
- Les Misérables, regia di Tom Hooper
- Moonrise Kingdom - Una fuga d'amore (Moonrise Kingdom), regia di Wes Anderson

### Attore dell'anno
- Daniel Day-Lewis - Lincoln
- Alan Cumming – Any Day Now
- Bradley Cooper – Il lato positivo - Silver Linings Playbook (Silver Linings Playbook)
- Hugh Jackman – Les Misérables
- John Hawkes – The Sessions - Gli incontri (The Sessions)
- Joaquin Phoenix – The Master

### Attrice dell'anno
- Anne Hathaway – Les Misérables
- Jessica Chastain – Zero Dark Thirty
- Marion Cotillard – Un sapore di ruggine e ossa (De rouille et d'os)
- Jennifer Lawrence – Il lato positivo - Silver Linings Playbook (Silver Linings Playbook)
- Emmanuelle Riva – Amour

## Televisione

### Serie, miniserie o film tv drammatico dell'anno
- American Horror Story: Asylum (ex aequo)
- Homeland - Caccia alla spia (Homeland) (ex aequo)
- Breaking Bad
- Mad Men
- Il Trono di Spade (Game of Thrones)

### Serie, miniserie o film tv commedia dell'anno
- Girls
- The Big Bang Theory
- Happy Endings
- Louie
- Modern Family

### Serie, miniserie, film tv o altra trasmissione a tematica LGBTQ dell'anno
- Modern Family (ex aequo)
- The New Normal (ex aequo)
- American Horror Story: Asylum
- Happy Endings
- Smash

### Serie, miniserie, film tv o altra trasmissione "campy" dell'anno
- Liz & Dick, regia di Lloyd Kramer
- 666 Park Avenue
- American Horror Story: Asylum
- Amiche nemiche (GCB)
- Here Comes Honey Boo Boo (reality show)
- Smash

### Serie, miniserie, film tv o altra trasmissione più sottovalutata dell'anno
- Happy Endings
- A passo di danza (Bunheads)
- Amiche nemiche (GCB)
- Catfish: false identità (docu-reality)
- Fringe
- Parenthood

### Attore televisivo dell'anno
- Damian Lewis – Homeland - Caccia alla spia (Homeland)
- Jesse Tyler Ferguson – Modern Family
- Jon Hamm – Mad Men
- Aaron Paul – Breaking Bad
- Jim Parsons – The Big Bang Theory

### Attrice televisiva dell'anno
- Jessica Lange – American Horror Story: Asylum
- Claire Danes – Homeland - Caccia alla spia (Homeland)
- Lena Dunham – Girls
- Edie Falco – Nurse Jackie - Terapia d'urto (Nurse Jackie)
- Julianne Moore – Game Change (film tv)
- Sofía Vergara – Modern Family

### Performance musicale dell'anno
- Jennifer Hudson con un tributo a Whitney Houston – 54ª edizione dei Premi Grammy
- Darren Criss con Teenage Dream – Glee
- De'Borah Garner con You Found Me – The Voice
- Megan Hilty e Katharine McPhee con Let Me Be Your Star – Smash
- Raza Jaffrey e Katharine McPhee con A Thousand and One Nights – Smash

## Altri premi

### Stella emergente ("We're Wilde About You!" Rising Star Award)
- Ezra Miller
- Anna Camp
- Eddie Redmayne
- Andrew Rannells
- Ben Whishaw

### Spirito selvaggio dell'anno (Wilde Wit of the year Award)
- Jon Stewart
- Stephen Colbert
- Lena Dunham
- Chelsea Handler
- Bill Maher
- Sarah Silverman

### Artista dell'anno (Wilde Artist of the year Award)
- Ryan Murphy
- Louis C.K.
- Lena Dunham
- Tony Kushner
- Tig Notaro

### Timeless Award
- Ian McKellen